# Quai de Jemmapes
Der Quai de Jemmapes ist eine Uferstraße am Canal Saint-Martin im 10. Arrondissement von Paris.

## Lage
Die Straße beginnt am Quai du Faubourg du Temple und führt als Einbahnstraße am Canal Saint-Martin entlang zum Boulevard de la Villette. 

## Namensursprung
Mit der Benennung soll an die Schlacht erinnert werden, die am 6. November 1792 bei Jemappes in der Nähe von Mons in der heutigen Provinz Hennegau in Belgien stattfand. Die Schreibweise blieb die gleiche wie im Jahr 1792 und folgte nicht den Änderungen im Namen des belgischen Dorfes.

## Geschichte
Der Kai wurde 1822 zusammen mit dem Bau des Canal Saint-Martin angelegt. Dabei erhielt er 1824 den Namen „Quai Charles-X“ und wurde 1830 umbenannt.
Am 23. März 1918 (und am 28. Mai), während des Ersten Weltkriegs, explodierten von der Dicke Bertha abgefeuerte Granaten am Quai de Jemmapes.

## Sehenswürdigkeiten
- Nr. 102: Hôtel du Nord. Der Schriftsteller Eugène Dabit (1898–1936) wohnte und arbeitet hier im Haus seiner Eltern. 1928 veröffentlichte er seinen Roman L'Hôtel du Nord, der weitgehend von den Beobachtungen inspiriert war, die er in diesem Haus machte. Dieser Roman wurde 1938 für Marcel Carné die Vorlage zu dem Film Hôtel du Nord.

Dem Gebäude, das später fast unbewohnbar wurde, drohte der Abriss: 1983 wurde die Genehmigung zum Abriss verweigert, wodurch die seitdem erhaltene und denkmalgeschützte Fassade gerettet wurde.
- Nr. 132/134: Eine ehemalige Elektrofabrik, die unter Denkmalschutz steht.[3]
- Nr. 158: Collège de la Grange aux Belles, die vormalige Schule ist heute ein Sportzentrum.[4]